# Смирнов, Евгений Леонидович
Евге́ний Леони́дович Смирно́в (9 января 1947 — 6 мая 2003) — украинский политик, писатель

, поэт. Народный депутат Украины 2-го и 3-го созывов.

## Биография
В 1966—1969 годах работал рабочим Тульчинского металлоштамповочного завода, лесорубом Верхне-Туломского лесокомбината, матросом среднерыболовного траулера в Баренцевом море, рабочим-бурильщиком Винницкого проектного института. В 1970—1973 — студент философского факультета Киевского государственного университета. Исключен из 4 курса по политическим мотивам. В 1973—1976 — отбывал наказание в виде лишения свободы по ст. 187-1 УК УССР. Реабилитирован в ноябре 1993 года.
С 1988 года возглавляет Союз Украинского Народа.
Образование: Ровненский институт культуры, факультет театральной режиссуры (1987), режиссёр; Санкт-Петербургская консерватория, теоретико-композиторский факультет (1991, экстерном), музыковед

; Тбилисский государственный университет, юридический факультет (1992, экстерном), юрист.
В 1981—1991 гг. поставил 13 спектаклей. В 1996—1997 — организатор и художественный руководитель первого в мире исполнения цикла всех симфоний Антона Брукнера в Urfassungen (г. Киев; Национальный симфонический оркестр Украины).
В 1996—1998 гг. — глава депутатской следственной комиссии Верховной Рады Украины. В 1992—1993 — доброволец, участник боевых действий в Грузии (под флагом Гамсахурдия).
С 11 мая 1994 г. по 12 мая 1998 г. — Народный депутат Украины 2-го созыва. Избран по Тульчинскому (Винницкая область) избирательному округу N 61.
С 12 мая 1998 по 14 мая 2002 — Народный депутат Украины 3-го созыва. Избран по избирательному округу № 16 (Винницкая область).
Во время второй каденции в Верховной Раде, член Комитета по вопросам национальной безопасности и обороны. Входил во фракции партии «Трудовая Украина». Автор около 800 стихов, рассказов, романов, научных исследований.
Под псевдонимом Евгений Сварожич в 2001 году издает книгу «Золотой Паук Вод», которая в 2003 году была провозглашена Священным Писанием Славянского духовного течения «Большой Огонь» (посмертно).